# フョードル・ソンツェフ
フョードル・フョードロヴィチ・ソンツェフ（ロシア語: Фёдор Фёдорович Солнцев、1887年 - 1918年9月20日）は、ロシア帝国の軍人・革命家であり、26人のバクー・コミッサールの一員である。

## 生涯
1887年、ロシア帝国スモレンスク県グジャーツクに会計士の息子として生まれた。地元の学校を1907年に卒業し、初めはサマーラで、1909年からはモスクワの印刷所で働く。家族を支えながら独学し、イタリア語、ドイツ語、スペイン語、英語を学んだ。1915年夏に軍へ招集され、初めはチフリスの軍学校で学び、同年12月にナヒチェヴァン駐留カフカース軍歩兵旅団に配属となる。サルカムシュにも配置され、1917年1月には少尉にまでなった。
二月革命が勃発するとカフカースで確たるボリシェヴィキとなり、翌1918年夏にはキュルダミル地区委員に任ぜられた。その後もバクーを始めアゼルバイジャン各地でプロパガンダ活動に従事したが、バクー・コミューンが崩壊すると逮捕され、他のコミューン成員らとともに9月20日に銃殺された。
その後、故郷であるガガーリン（グジャーツクから改称）には記念碑が建てられた。